# Philipp Adolph von Münchhausen
Il barone Philipp Adolph von Münchhausen (Steinburg, 7 luglio 1694 – Hannover, 11 dicembre 1762) è stato un politico tedesco, ministro a servizio del Casato di Hannover.

## Biografia
Philipp Adolph von Münchhausen nacque il 7 luglio 1694 a Steinburg, in Sassonia, figlio di Gerlach Heino von Münchhausen (1652–1710) e di sua moglie, Katharina Sophie von Selmnitz (1665–1734); suo fratello maggiore (il terzogenito) fu Gerlach Adolf von Münchhausen, noto politico e diplomatico del suo tempo. Suo cugino era il famoso barone Hieronymus Karl Friedrich von Münchhausen le cui mirabolanti avventure vennero narrate dallo scrittore Rudolf Erich Raspe. La residenza ove Philipp nacque era pervenuta alla famiglia attraverso la madre Katharina, che era a sua volta erede di Ernst Freidemann von Selmnitz, che era stato al servizio della corte sassone e che possedeva anche proprietà a Steinburg, presso Merseburg, e Straußfurt, presso Erfurt.
Münchhausen seguì suo fratello maggiore nelle università di Jena e Halle e quasi certamente studiò legge. Egli impegnò anche del tempo in un grand tour prima di entrare al servizio del ducato di Brunswick-Wolfenbüttel nel 1717. Egli venne nominato gentiluomo di camera e consigliere del duca rimanendo a corte sino al 1724. In quell'anno egli venne trasferito alla corte sassone di Dresda come consigliere. Sposò Charlotte Louise von Leitzkau (1705–1730) al Castello di Leitzkau il 2 luglio 1724. L'incarico di Münchhausen in Sassonia fu ad ogni modo piuttosto breve: nel 1725 si spostò come consigliere privato nel vescovato di Osnabrück, che sin dalla Pace di Westfalia (1648) si trovava soggetto ad un accordo singolare: era stato disposto che il vescovato sarebbe stato alternativamente retto da cattolici e da protestanti, nominati dai duchi regnanti di Brunswick-Lüneburg. Il padre di Giorgio I, Ernesto Augusto, era stato egli stesso un vescovo protestante, e dopo un preve interludio cattolico quando la sede venne amministrata dall'arcivescovo-elettore di Treviri, il titolo era passato al fratello di Giorgio I, anch'egli nominato Ernesto Augusto, nel 1715. Münchhausen, così, entrò difatti al servizio dell'Hannover ove rimase per il resto della sua carriera. Dopo la morte di Ernesto Augusto nel 1728 ed il ritorno di Osnabrück sotto il controllo cattolico, Münchhausen iniziò a lavorare direttamente come ministro per l'elettorato di Hannover. Egli divenne presidente delle autorità a Stade, un villaggio a nord dell'elettorato, presso il fiume Elba, nel 1730.
La prima moglie di Münchhausen morì nel 1730. Il matrimonio aveva prodotto tre figli, due figlie e un figlio. Sia Sofia Dorotea (1725–1787) che Guglielmina Cristiana (1728–1769) furono in grado di maritarsi bene con rappresentanti della nobiltà hannoveriana. Federico Ottone (1727–1797) seguì suo padre nel servizio di stato e divenne in seguito sia consigliere nella cancelleria di guerra sia vice rittermaister. Münchhausen si risposò nell'ottobre del 1738 con Sophie Charlotte von der Schulenburg (1714–1789), con la quale ebbe altri tre figli, due maschi e una femmina: Gerlach Adolf (1739–1778), Georg (1754–1800) e Amalia (1757–1844).
Münchhausen ottenne il titolo di consigliere privato nel 1741 ma non prese attivamente parte alle deliberazioni del ministero hannoveriano sino al 1746. Nel 1748 Münchhausen succedette ad Ernst von Steinberg come capo della German Chancery di Londra. Si può dire che il monarca seguisse le direttive dei suoi ministri in Hannover, pertanto le opportunità per i ministri londinesi di influenzare la direzione di quella politica era limitata. Münchhausen poté ad ogni modo beneficiare del fatto che suo fratello maggiore era una delle principali figure della politica nell'Hannover e lo stesso Philipp giocò un ruolo importante nella corrispondenza tra il duca di Newcastle e lo stesso Gerlach von Münchhausen dopo che il primo si era recato in visita nell'Hannover nel 1748.
Philipp von Münchhausen svolse anche un ruolo di comunicazione, seppur minore, tra i membri del governo britannico e la casa reale a metà del XVIII secolo. Münchhausen riuscì inoltre a mantenere Giorgio II al di fuori dei tortuosi negoziati tra il partito di Pelham e quello di Fox nell'autunno del 1755, mantenendo anche ottimi contatti con il principe di Galles. Münchhausen fu al servizio della monarchia britannica anche come legale nella questione della conversione del genero di Giorgio II, Federico, principe ereditario di Assia-Kassel, al cattolicesimo, con l'intento di proteggere gli interessi ed i diritti della figlia di re Giorgio, Maria. Per i suoi grandi servizi, ricevette dal 1754 sino all'ascesa di Giorgio III al trono nel 1760 una pensione di 1000 sterline annue.
Durante gli anni della Guerra dei Sette anni, Münchhausen si dimostrò un abile diplomatico passando al fratello le ultime informazioni diplomatiche provenienti dall'Inghilterra e quelle nello specifico che potevano avere qualche rilevanza per il governo dell'elettorato. Münchhausen venne inoltre prescelto da Giorgio II come suo messaggero per persuadere i ministri britannici che il duca di Cumberland aveva ecceduto nella sua autorità nel siglare la convenzione di Kloster-Zeven nel 1757.
Philipp von Münchhausen rimase a Londra sino al 1762 quando fece ritorno nell'Hannover per divenire capo della cancelleria di guerra. La sua direzione di quest'ufficio ebbe ad ogni modo breve durata. Egli morì ad Hannover l'11 dicembre 1762 e venne sepolto nella Gartenkirche, nella città.